# Шушнур
Шушнур (баш. Шушнур) — село в Краснокамском районе Республики Башкортостан Российской Федерации. Административный центр Шушнурского сельсовета.

## География
Расположено на реке Кунь в 23 км к югу от Нефтекамска и в 165 км к северо-западу от Уфы.

## История
Первое упоминание о селе относится к 1755 году.
Входил на 1865 год в сельское общество Шушнурское Кутеремской волости Бирского уезда Уфимской губернии.
В 1930-е гг. к с. Шушнур присоединилась деревня Шушлюндур.

## Население
| 2002 | 2009 | 2010 |
| ---- | ---- | ---- |
| 458  | ↗495 | ↘471 |

Основное население — марийцы.

## Инфраструктура
В окрестностях ведётся добыча нефти. В 2,5 км к юго-западу от села находится нефтесборочный пункт «Шушнур».

## Транспорт
Вблизи южной окраины села проходит автодорога Дюртюли (М7) — Нефтекамск. Остановка общественного транспорта «Шушнур».

## Религия
В селе есть православная церковь Екатерины Великомученицы.